# Videogiochi nel 1982

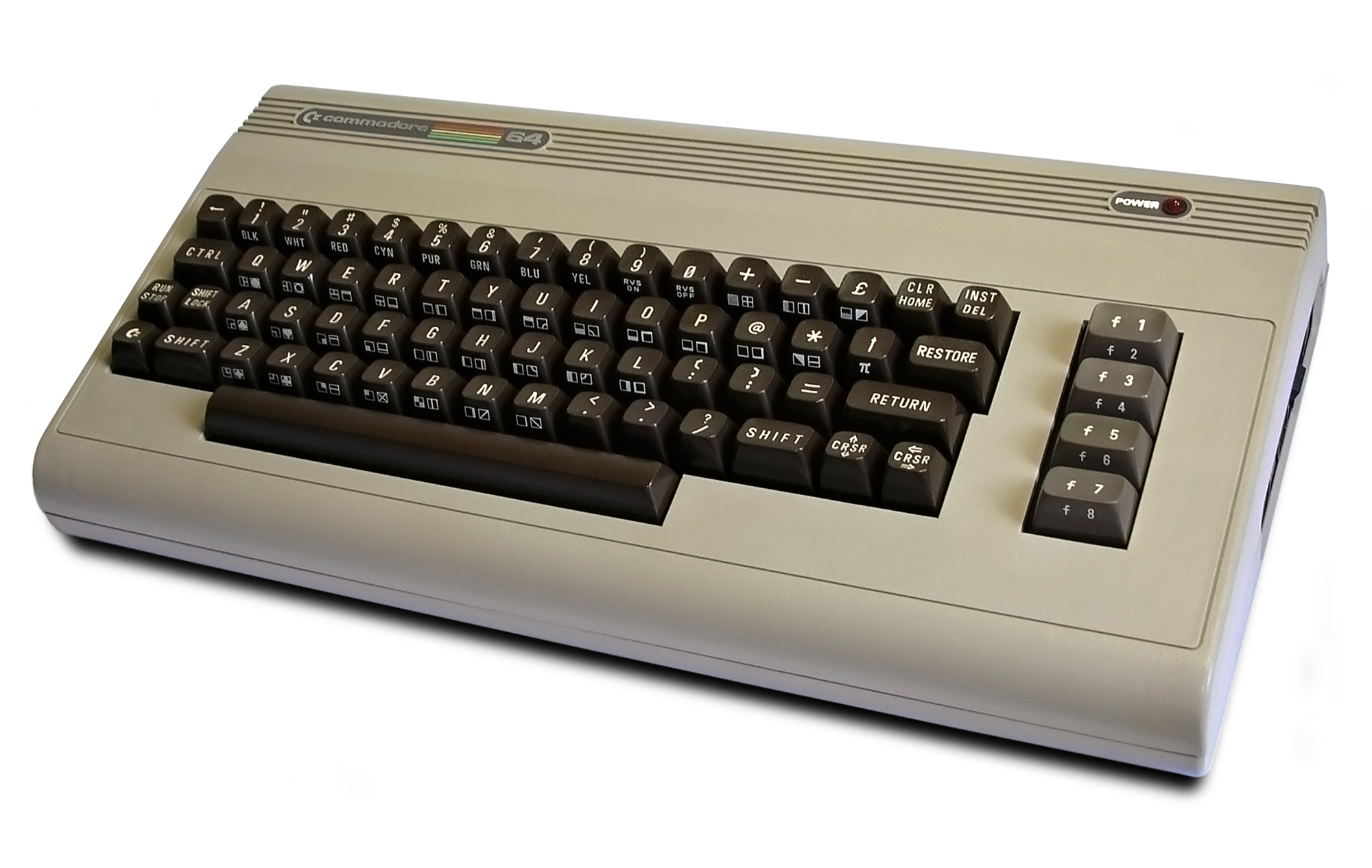
Commodore 64

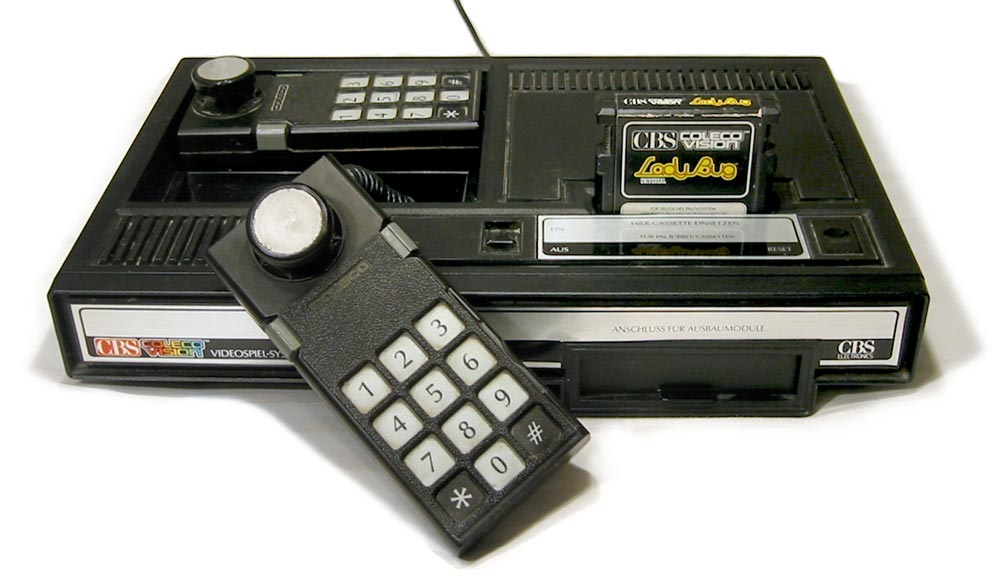
ColecoVision

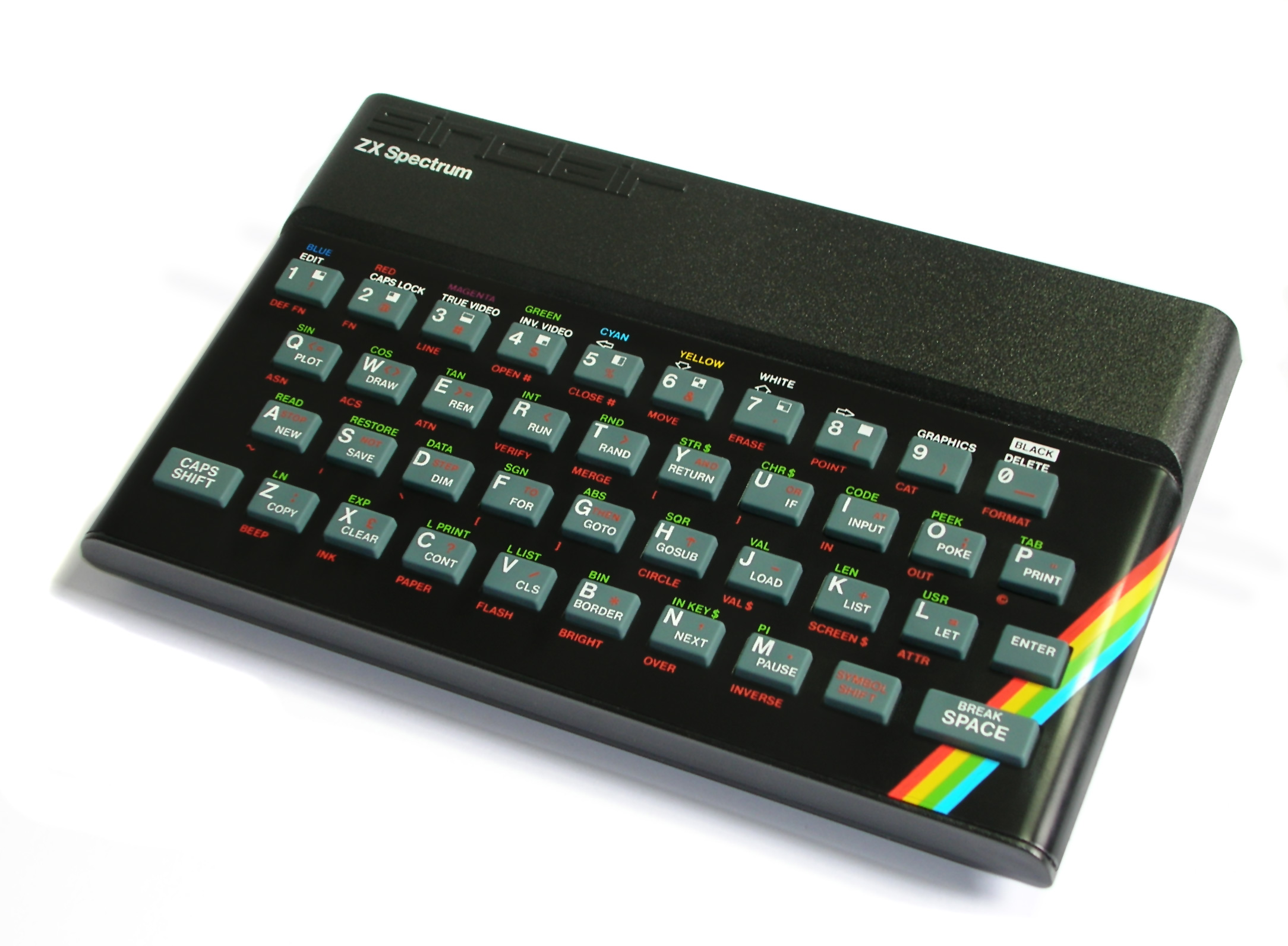
ZX Spectrum

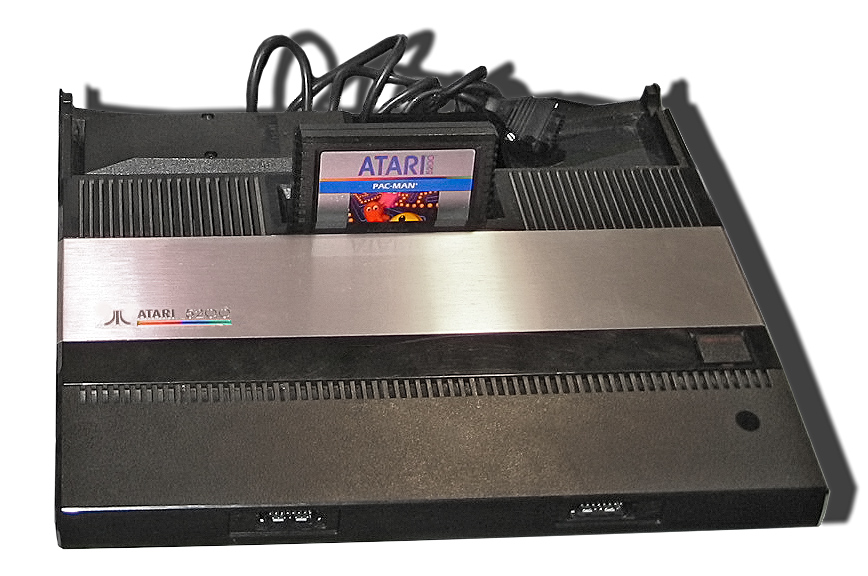
Atari 5200

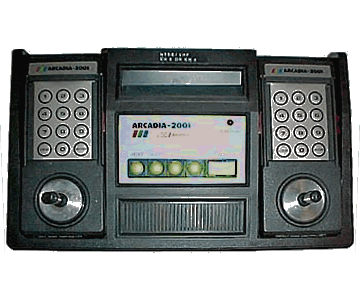
Arcadia 2001

Eventi rilevanti avvenuti nell'industria dei videogiochi nel 1982. 
Per un elenco delle voci su giochi usciti nell'anno vedi Categoria:Videogiochi del 1982.

## Eventi

### Aziende
- Viene fondata la MicroProse.
- Viene fondata la Electronic Arts.
- Viene fondata la LucasArts (come Lucasfilm Games).
- Viene fondata la Riverhillsoft.
- Viene fondata la CDS Microsystems[1].
- Viene fondata la Digital Integration[1].
- Viene fondata la Ashby, precursore della Rare.

### Hardware
- primavera — Coleco mette in vendita la console ColecoVision negli Stati Uniti d'America (e in seguito in Europa), con un successo annuale senza precedenti di oltre mezzo milione di unità[1].
- novembre — Atari mette in vendita la console Atari 5200 negli Stati Uniti d'America.
- aprile — Sinclair Research pubblica il computer ZX Spectrum, un successo che poté contare sui clienti fiduciosi che la Sinclair aveva in Europa fin dai tempi dello ZX80[1].
- Commodore Business Machines pubblica il computer Commodore 64, molto capace per i suoi tempi come memoria, grafica e sonoro. Diventerà l'home computer più venduto della storia e un'importante piattaforma per il gioco; solo in Gran Bretagna non riuscì a battere lo Spectrum[1].
- Entrex mette in vendita la console Adventure Vision.
- General Consumer Electronics pubblica la console Vectrex negli Stati Uniti d'America.
- Emerson Radio Corp mette in vendita la console Arcadia 2001.
- Le console vendute sono 7,9 milioni (per 950 milioni di $) negli USA e 1,5 milioni (per 180 milioni di $) in Europa; le abitazioni con TV che hanno una console sono il 15% negli USA e il 2,2% in Europa[2].
- Gli home computer venduti sono 2,8 milioni (per 560 milioni di $) negli USA e 0,8 milioni (per 120 milioni di $) in Europa[2].

### Giochi
- Data East pubblica BurgerTime.
- Brøderbund pubblica Choplifter.
- Namco pubblica Dig Dug e Pole Position.
- Activision pubblica Pitfall!.
- Gottlieb pubblica Q*bert.
- Sega pubblica Zaxxon.
- Nintendo pubblica Donkey Kong Jr.
- Le cartucce vendute sono 70 milioni (per 1050 milioni di $) negli USA e 9 milioni (per 135 milioni di $) in Europa[2].
- Le entrate dei produttori di software per home computer sono 200 milioni di $ in Europa e USA[2].